# Vicente Llorca Zaragoza
Vicente Llorca Zaragoza (Benidorm, Alicante, España, 4 de noviembre de 1914 – Madrid, 17 de abril de 2009) fue un bibliotecario y bibliógrafo español, creador material del Archivo Histórico Provincial de Albacete y primer director de la biblioteca de la Universidad Autónoma de Madrid. Fue padre del cineasta Pablo Llorca y del compositor Ricardo Llorca.

## Biografía
Hijo de una familia de tradición marinera de la localidad alicantina de Benidorm. Pasó su infancia en Barcelona, regresando a Benidorm en 1920, donde, muerto su padre, Maximiano Llorca Fuster, capitán de la Marina Mercante, el niño asistió a la escuela nacional del pueblo. Cursó los tres primeros cursos del entonces bachillerato elemental en la Academia de Estudios Medios surgida en octubre de 1927 y prosiguió los estudios de Bachillerato Superior y Licenciatura de Filosofía y Letras, Sección de Historia, en Valencia al conseguir mediante oposición, la condición de becario en el Colegio Mayor de San Juan de Ribera, de Burjasot, en septiembre de 1931. Según la autobiografía escrita por Vicente Llorca hacia finales del año 2000, y transcrita por el cronista benidormense Amillo Alegre, al estallar la guerra civil española, fue destinado a la 92.ª Brigada Mixta del ejército republicano, donde hizo funciones de maestro de la Compañía de Depósito, hasta que en junio de 1938 pasó al bando de las «tropas nacionales» y fue destinado a una «Bandera de choque».
Concluida la contienda, Llorca realizó en octubre de 1939 los exámenes finales de la Licenciatura en la Universidad de Valencia, «obteniendo la calificación de Sobresaliente de Honor». A pesar de ello, sería destinado sucesivamente en Pamplona, Villarrobledo y Alcoy (1947-1957).
Como funcionario del Cuerpo Facultativo de Archiveros, Bibliotecarios y Arqueólogos desde febrero de 1940, tuvo su primer destino importante en 1958, al frente del, hasta su llegada inexistente, salvo en los papeles, Archivo Histórico Provincial de Albacete, del que sería director hasta 1961 (en ese periodo abrió también varias municipales de la provincia de Albacete). Entre 1963-1966 se encargó de la dirección de la Biblioteca del Ministerio de Trabajo, siendo ascendido al cargo de subinspector general de bibliotecas en ese mismo año de 1966. Puso en marcha la biblioteca de la Universidad Autónoma de Madrid, de la que sería director entre 1968 a 1982, cargo que compaginó desde 1978 con la dirección de la Biblioteca del Senado, hasta 1983, año de su jubilación. Falleció en Madrid a la edad de 95 años.

## Reconocimientos
En 2012, el ayuntamiento de Benidorm le concedió  la “Distinció Cultural Ciutat de Benidorm” a título póstumo.